# Jacques Dixmier
Jacques Dixmier   (Saint-Étienne, 26 de maig de 1924) és un matemàtic francés.

## Vida i obra
Nascut en una família d'ensenyants que van esser destinats a diferents punts de França, Dixmier va fer els seus estudis secundaris i els dos cursos de preparació per les grandes écoles a Versalles, excepte un curs que per culpa de la Segona Guerra Mundial va estar a Saint-Brieuc. El 1942 va ingressar a l'École Normale Supérieure en la qual es va graduar el 1946 i, a continuació, es va incorporar al CNRS per fer treballs de recerca amb els quals va obtenir el doctorat el 1949, amb una tesi dirigida per Gaston Julia.
Des de 1947 fins a 1949 va ser professor de la universitat de Tolosa, posició força incòmoda que l'obligava a viatjar sovint de París a Tolosa de Llenguadoc. Per això, el 1949, va acceptar una plaça de professor a la universitat de Dijon, més a prop de París. en la qual va romandre fins al 1955. El 1955 va instal·lar-se definitivament a París, on va ser professor de l'Institut Henri Poincaré, fins que es va jubilar el 1984. Després de jubilar-se va estar cinc anys col·laborant amb l'Institut des hautes études scientifiques.
Dixmier va ser un algebraista eminent, considerat un dels gurus de les C*-àlgebres. A ell se li deuen treballs notables, alguns dels quals en col·laboració amb Adrien Douady, sobre teoria de grups i àlgebres de Lie, cohomologia, sistemes dinàmics i anàlisi hilbertiana. En la dècada dels 1960's va construir una traça, avui anomenada traça de Dixmier, que, convenientment desenvolupada per Alain Connes es va convertir en un concepte fonamental de les Àlgebres no commutatives. També va ser el precursor del desenvolupament de les àlgebres envolupants.
Va ser autor d'un bon nombre de manuals de matemàtiques per estudiants universitaris i de dues obres divulgatives escrites amb Connes i la seva esposa: Le Théâtre quantique (2013) i Le Spectre d'Atacama (2018). També va publicar breus novel·les de ciència-ficció o policíaques.